# 阿加亚坎
阿加亚坎（羅馬化：Agayakan）是俄罗斯萨哈共和国奥伊米亚康区的村，位于区行政中心乌斯季涅拉西南方、共和国首府雅库茨克东北方。因迪吉尔卡河流域内的阿加亚坎河和孙塔尔河（Сунтар）在该村附近汇流。
历年人口普查中，该地2010年人口0人，2002年人口0人。

## 气候
阿加亚坎属于副极地气候，冬季严寒；极端低温达-63摄氏度，记录于1971年。本世纪最低温则为-60.6摄氏度，记录于2012年。